# سميرينبرخ

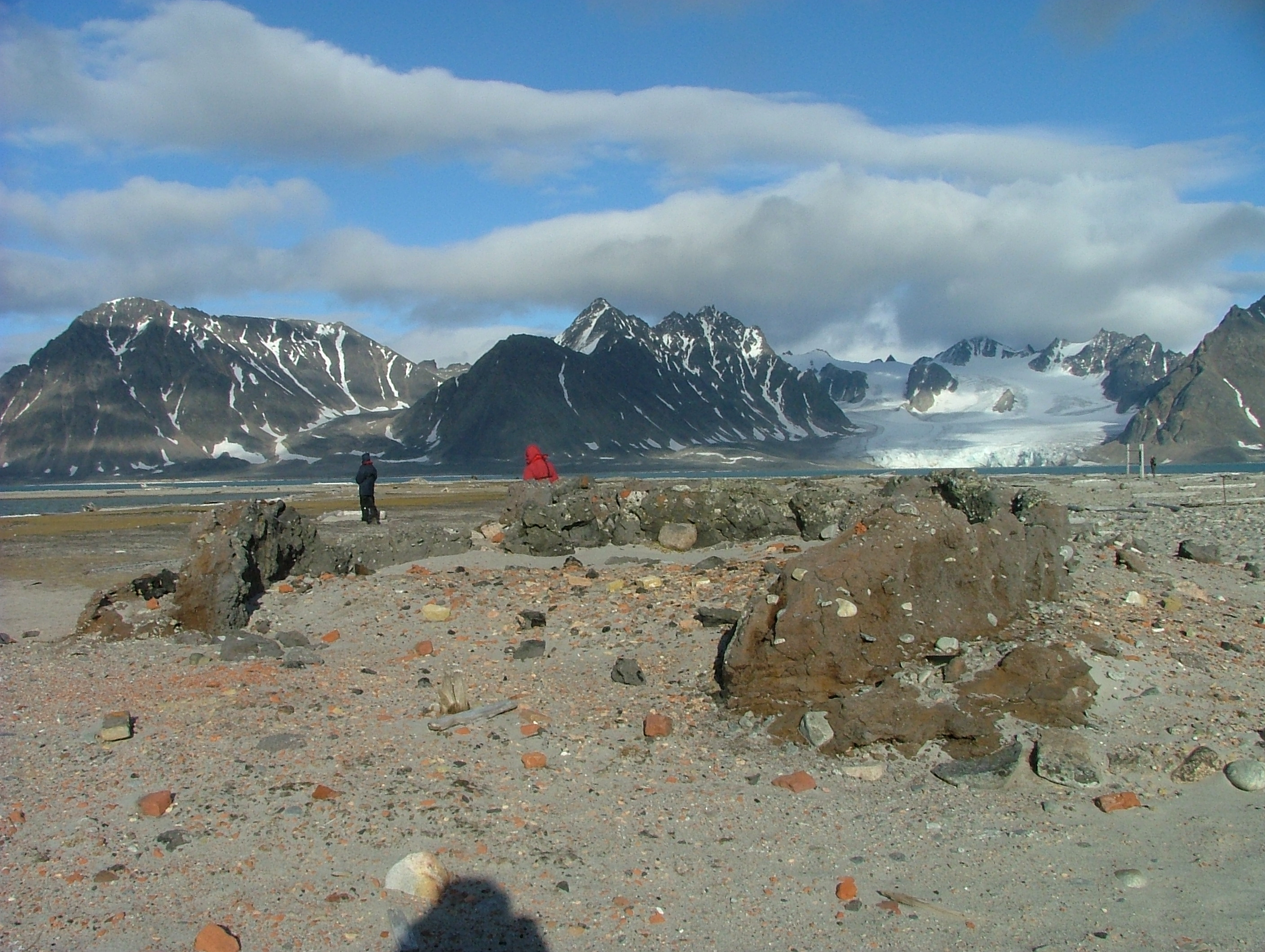
بقايا أفران الشحوم في سميرنبرج

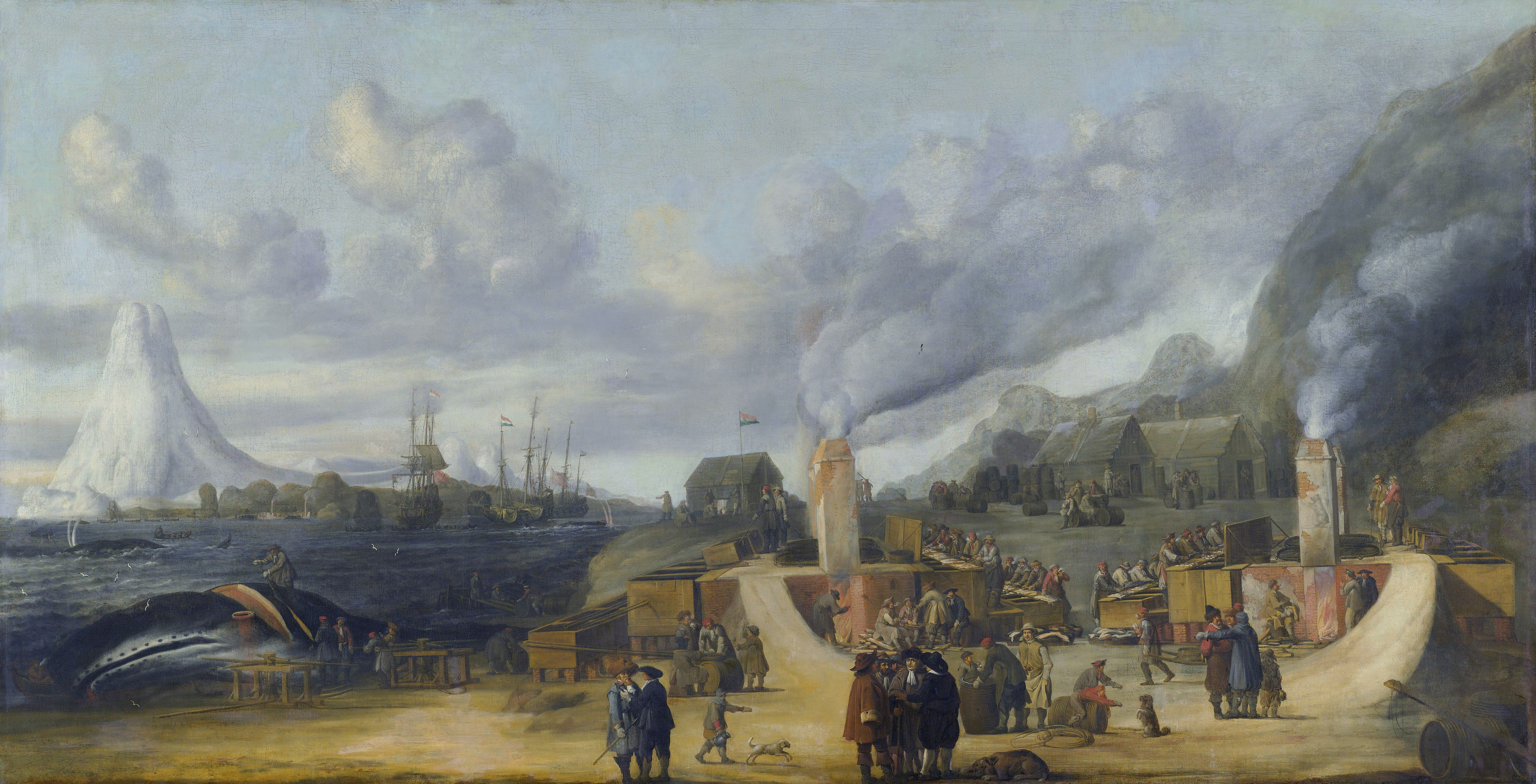
"The train oil cookery of the Amsterdam chamber of the Northern Company at Smeerenburg". Painting by Cornelis de Man (1639), based on a painting of a "Dansk hvalfangststation" (Danish whaling station) by ABR Speeck (1634).

مستوطنة سميرينبرخ في جزيرة أمستردام في شمال غرب سفالبارد، نشأت مع الدنمارك وصائدي الحيتان الهولندية في 1619: واحدة من البؤر الاستيطانية بشمال أوروبا.